# Canada ai Giochi della XVII Olimpiade
Il Canada partecipò ai Giochi della XVII Olimpiade che si sono svolti a Roma dal 25 agosto all'11 settembre 1960, con una delegazione di 85 atleti impegnati in quattordici discipline per un totale di 77 combinazioni. Portabandiera alla cerimonia di apertura fu il quarantenne schermidore Carl Schwende.
Il Canada, alla sua tredicesima partecipazione ai Giochi estivi, conquistò una medaglia d'argento nel canottaggio.

## Medaglie
| Medaglia | Atleta | Sport       | Evento        |
| -------- | --- | ----------- | ------------- |
| Argento  | Donald Arnold Walter D'Hondt Nelson Kuhn John Lecky David Anderson Archibald MacKinnon Bill McKerlich Glen Mervyn Tim. Sohen Biln | Canottaggio | Otto maschile |